# Roncus dalmatinus
Roncus dalmatinus är en spindeldjursart som beskrevs av Hadzi 1933. Roncus dalmatinus ingår i släktet Roncus och familjen helplåtklokrypare. Inga underarter finns listade i Catalogue of Life.